# Pteroplax
Pteroplax — вимерлий рід антракозаврів, що мають емболомеру. Описано лише один вид (P. cornutus Hancock & Atthey, 1868); зазначена таблиця черепа є лектотипом цього виду. Птероплакс датується пізнім кам'яновугільним періодом, приблизно 315 мільйонів років тому. Достовірно відомо лише з Ньюшема в Бліті, Нортумберленд, Англія. У цьому місці він поділив місце проживання в озері вугільного болота з більшим емболомером, "Eogyrinus" (чиє ім'я є молодшим синонімом Pholiderpeton Huxley, 1869). Птероплакс, ймовірно, виріс приблизно до 3.0 м у довжину і був переважно водним, харчуючись рибою та меншими чотириногими. Ймовірно, він мав довге тіло, схоже на вугра, з короткими кінцівками та довгим хвостом.
Хоча Pteroplax cornutus відомий із повною впевненістю лише за типовим зразком (ізольована таблиця черепа), Бойд (1978) описав як черепні, так і посткраніальні елементи з Ньюшема як такі, що, ймовірно, належать до цього виду. Вони включали серію емболомерних хребців, значно менших, ніж у "Eogyrinus". Деякі з них раніше були приписані Pteroplax Панченом (1966), але не описані ним; їх опис опублікував Бойд у 1980 році. Бойд (1978) також припустив, що Pteroplax був емболомером з довшим носом (а також меншим), ніж Eogyrinus. У своєму описі великого емболомера, Pholiderpeton scutigerum Хакслі Клак (1987) не тільки показала, що «Eogyrinus» був молодшим синонімом Pholiderpeton, але також вилучила Pteroplax з родини Eogyrinidae, зазначивши, що таблиця лектотипу черепа P. cornutus показала подібність до емболомерів родин Archeriidae і Proterogyrinidae.